# جورج إس. ماي
جورج إس. ماي (بالإنجليزية: George S. May)‏ هو شخصية أعمال أمريكي، ولد في 5 يونيو 1890، وتوفي في 12 مارس 1962.